# Kritios
Kritios var en skulptör i antikens Grekland.
Kritios utförde tillsammans med Nesiotes en 476 f.Kr. uppställd grupp av de så kallade "tyrannmördarna". Möjligen är en skulptur i Neapels museum en kopia på Kritios verk.